# Bronisław Pekosiński
Bronisław Pekosiński (ur. 1 września 1939 w Zwierzyńcu, zm. 2 stycznia 2013 w Zamościu) – polski szachista, dziecko wojny.

## Życiorys
W 1943 został znaleziony poza ogrodzeniem obozu w Zwierzyńcu. Dzieckiem zaopiekowała się Wanda Cebrykow. Chłopiec, który został przerzucony przez ogrodzenie miał uraz kręgosłupa, i był nie w pełni sprawny do końca życia. Wanda Cebrykow wymyśliła nazwisko Pekosiński od Polskiego Komitetu Opieki Społecznej (PKOS), datę i miejsce urodzenia 1 września 1939 w Zwierzyńcu, oraz imię - na przypadające 1 września imieniny. Wychowywał się w domu dziecka w Zamościu w latach 1946-1960, ukończył zamojskie liceum ogólnokształcące.
W połowie lat pięćdziesiątych XX wieku grał w szachy i zwyciężał w turniejach, był mistrzem powiatu w latach 1969, 1972, 1974. W 1978 doznał wylewu, który wraz z kalectwem doprowadził go do upadku, a jego mieszkanie stało się pijacką meliną. Realizacja filmu Przypadek Pekosińskiego w 1993 pozwoliła mu na podniesienie się z ruiny.
Sytuacja Bronisława Pekosińskiego była przedstawiana jako symbol martyrologii Zamojszczyzny. Zmarł w Zamościu 2 stycznia 2013 i został pochowany na cmentarzu parafialnym.

## Upamiętnienie
- Reportaż Romualda Karasia z 1977, Nazywam się Pekosiński.
- Sztuka Tadeusza Słobodzianka Obywatel Pekosiewicz z 1986[2].
- Wybrane zagadnienia z martyrologii osobistej Bronka P. film Zbigniewa Kowalewskiego z 1987[3].
- W 1993 Grzegorz Królikiewicz nakręcił o nim film pt. Przypadek Pekosińskiego, który m.in. w 1993 otrzymał Złote Lwy na Festiwalu Polskich Filmów Fabularnych. Pekosiński zagrał w nim samego siebie.